# Tampa Bay Storm
Tampa Bay Storm – drużyna halowego futbolu amerykańskiego z siedzibą w mieście Tampa w stanie Floryda. Drużyna została założona w 1987 roku jako Pittsburgh Gladiators. Po czterech sezonach w Pittsburghu w Pensylwanii w 1991 roku zespół zmienił nazwę na obecną i przeniósł się do Tampy na Florydę. Obecnie występuje w zawodowej lidze Arena Football League. Największym osiągnięciem drużyny jest pięciokrotne zdobycie mistrzostwa tej ligi w latach 1991, 1993, 1995, 1996 i 2003.